# ICTB
ICTB este acronimul pentru Întreprinderea de Confecții și Tricotaje București, fostă fabrică de textile din România în perioada comunistă.
În prezent societatea se numește Conflux.